# Perki-Wypychy
Perki-Wypychy – wieś w Polsce położona w województwie podlaskim, w powiecie wysokomazowieckim, w gminie Sokoły.
Zaścianek szlachecki Wypychy należący do okolicy zaściankowej Perki położony był w drugiej połowie XVII wieku w powiecie suraskim ziemi bielskiej województwa podlaskiego. W latach 1975–1998 miejscowość administracyjnie należała do województwa łomżyńskiego.
Wierni kościoła rzymskokatolickiego należą do parafii  Wniebowzięcia NMP w Sokołach.

## Historia
W I Rzeczypospolitej Perki należały do ziemi bielskiej. Miejscowość wymieniona w dokumencie z roku 1527. W pobliżu kilka innych wsi, tworzących tzw. okolicę szlachecką Perki:
- Perki-Bujanki
- Perki-Franki
- Perki-Karpie
- Perki-Lachy
- Perki-Mazowsze
- Perki-Wypychy

W roku 1827 Perki-Wypychy liczyły 19 domów i 121 mieszkańców. Pod koniec wieku XIX wieś należała do powiatu mazowieckiego, gmina i parafia Sokoły.
W 1921 r. naliczono tu 20 budynków z przeznaczeniem mieszkalnym oraz 116 mieszkańców (57 mężczyzn i 59 kobiet). Narodowość polską podało 115 osób, a 1 inną.